# British American Tobacco

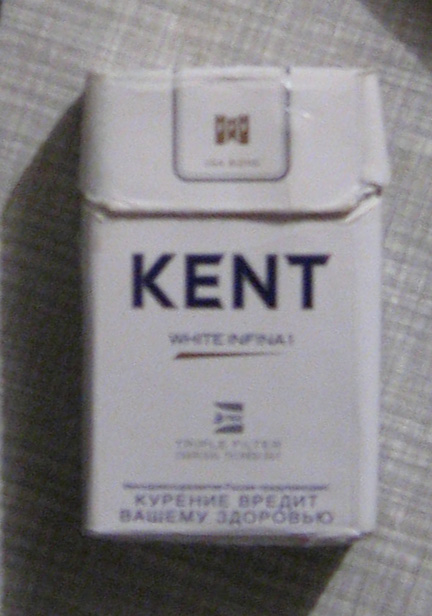
Un pacchetto di Kent.

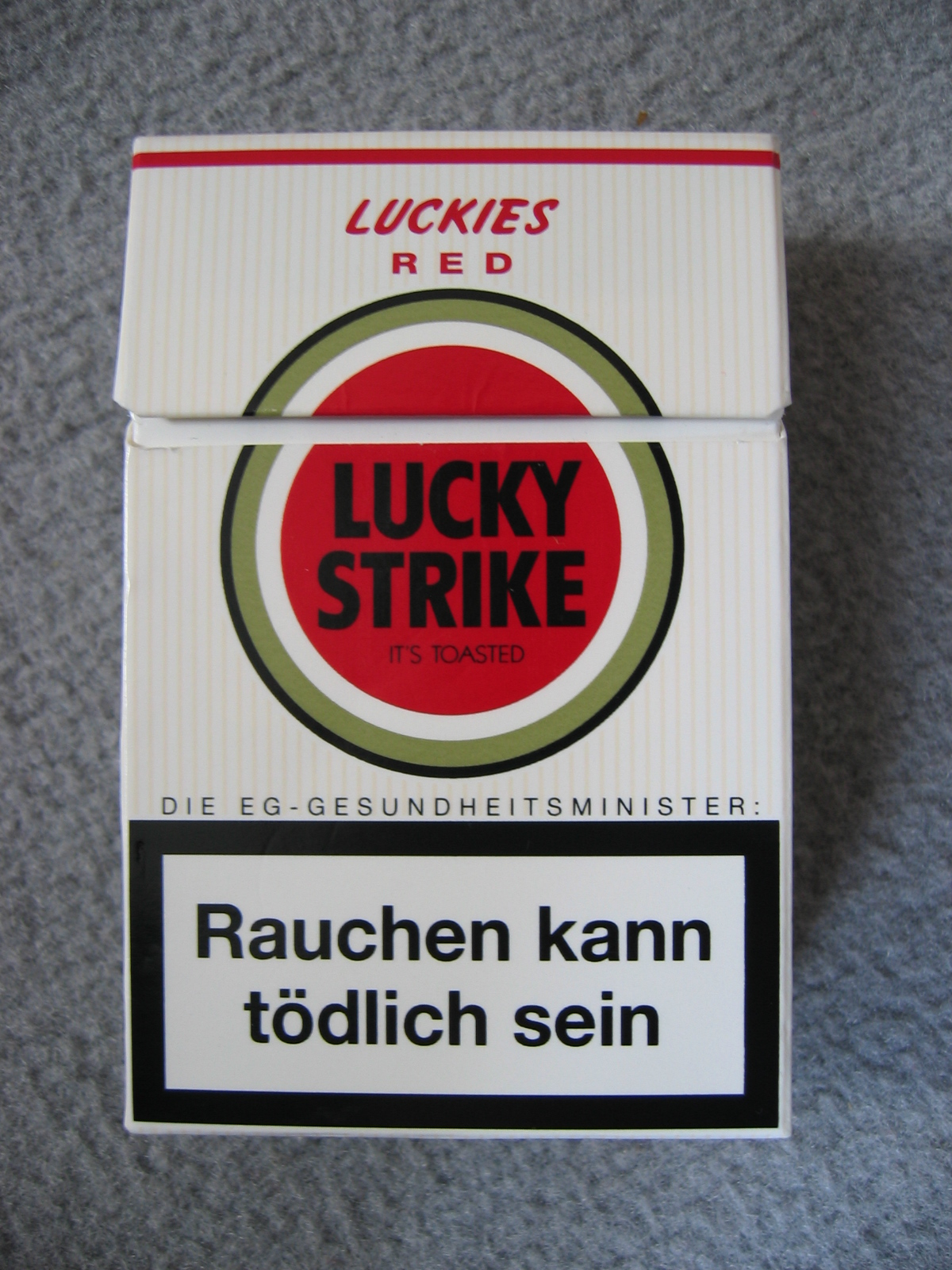
Un pacchetto di Lucky Strike.

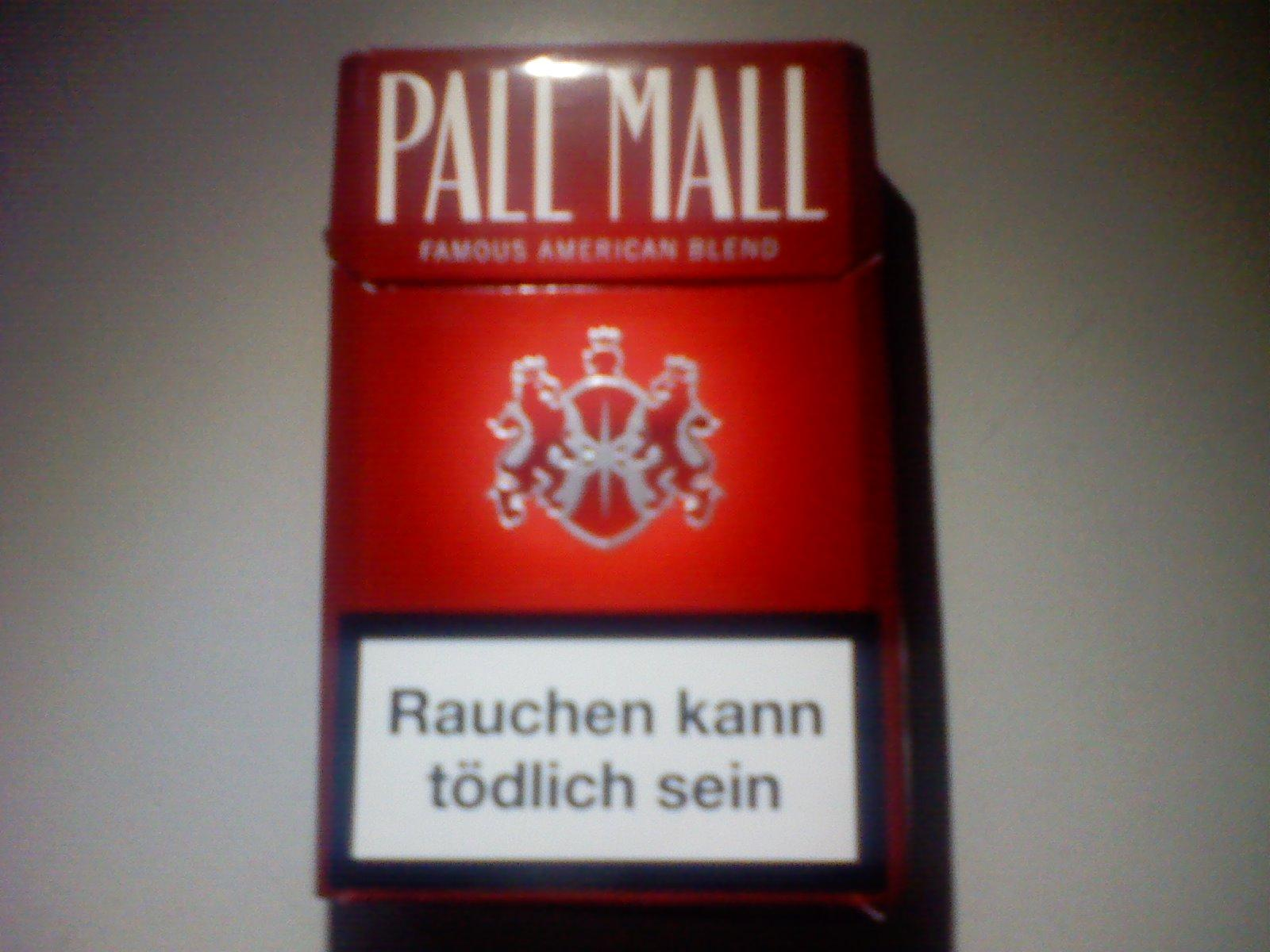
Un pacchetto di Pall Mall.

La British American Tobacco o BAT è la seconda più grande azienda mondiale produttrice di sigarette. Ha la sede a Londra ed è quotata al London Stock Exchange.

## Storia
Formata nel 1902 dalla britannica Imperial Tobacco Company e dalla statunitense American Tobacco Company come joint-venture che si sarebbe dovuta occupare di tutte le operazioni al di fuori dei rispettivi territori nazionali, così come dei marchi di fabbrica, fu all'inizio presieduta da James "Buck" Duke e cominciò le proprie attività in vari paesi del mondo.
Nel 1999 la BAT ha acquistato la Rothmans International, e con essa la proprietà di una fabbrica nel Myanmar. Dopo proteste da parte degli attivisti per i diritti umani e una "richiesta speciale" da parte del governo britannico la BAT ha ceduto la fabbrica.
Nel 2003 la BAT ha acquistato dallo stato italiano l'Ente tabacchi italiani (ETI), l'ex-Monopolio di Stato per i tabacchi. Con questa operazione la BAT ha raggiunto la seconda quota più larga nel mercato del tabacco italiano, con una quota di mercato del 27% circa e un portafoglio di oltre 30 marche incluse marche internazionali, tra cui Lucky Strike, Pall Mall e Dunhill, e marche nazionali, tra cui MS, Nazionali, Alfa ed altre.
La British American Tobacco Italia S.p.A. è nata ufficialmente il 1º giugno 2004 dalla fusione con ETI S.p.A. Tale privatizzazione, del valore di 2,3 miliardi di Euro, è stato il più grande investimento mai fatto in Italia da una società internazionale.
Nel luglio 2017 la BAT ha acquistato la parte restante della società statunitense di tabacco Reynolds American.
Il 14 settembre 2021, in un rapporto pubblicato da The NGO stop, l'ONG accusa British American Tobacco di aver distribuito più di 600.000 dollari sotto forma di contanti, automobili o donazioni a decine di politici, legislatori, funzionari pubblici, giornalisti e dipendenti di aziende concorrenti tra il 2008 e il 2013.

## Marche
Tra le marche commercializzate internazionalmente sono da segnalare: Dunhill, Kent, State Express 555, Rothmans, Peter Stuyvesant, Winfield, Lucky Strike, Kool, Pall Mall, Viceroy, oltre a diverse marche locali. In ogni caso non in tutti i mercati la BAT produce, commercializza o possiede i diritti dei vari marchi.
- Global Drive Brands:
  - Kent
  - Dunhill
  - Lucky Strike
  - Pall Mall
  - Route 66
- Brands:
  - Vogue (ex Kim)
  - Viceroy
- International Brands:
  - Rothmans
  - Kool
  - State Express 555
  - Peter Stuyvesant
  - John Player Gold Leaf
- Local Brands (Italia):
  - MS
  - Nazionali
  - Esportazione
  - Sax
  - Lido
  - Eura
  - Stop
  - Alfa
  - Forte
  - Italia

## Sponsorizzazioni
Molte operazioni promozionali sono state effettuare negli anni, anche per aggirare le varie leggi nazionali che regolamentano (o impediscono) la pubblicità ai prodotti del tabacco, e in particolare l'azienda è sempre stata presente nella sponsorizzazione delle competizioni automobilistiche. Tra queste iniziative quella di maggior profilo è stata la formazione della squadra di Formula 1 British American Racing (BAR) tra il 1999 e il 2005, poi ceduta al partner tecnologico Honda, mentre nel 1996 sfumò l'acquisto di parte della Minardi (la quota di Flavio Briatore). L'impegno in queste sponsorizzazioni è però destinato a calare o a cessare completamente a causa di ulteriori provvedimenti legislativi che hanno molto ristretto il ruolo delle compagnie del tabacco nelle competizioni.